# دیلای ۱۳۵
دیلای ۱۳۵ (Delahaye 135) خودرویی است که در سال‌های ۱۹۳۵ تا ۱۹۵۴ تولید شده‌است.
این خودرو در کلاس خودرو لوکس قرار گرفته و طراحی آن خودروهای موتور جلو-محور عقب بوده وزن آن در حالت طبیعی ۹۳۵ کیلوگرم (۲٬۰۶۱ پوند) است. سیستم جعبه‌دندهٔ آن ۴ دنده به صورت دستی است.